# Lucia fangola
Lucia fangola är en fjärilsart som beskrevs av Napoleon Manuel Kheil 1884. Lucia fangola ingår i släktet Lucia och familjen juvelvingar. Inga underarter finns listade i Catalogue of Life.